# Lucjan Menke

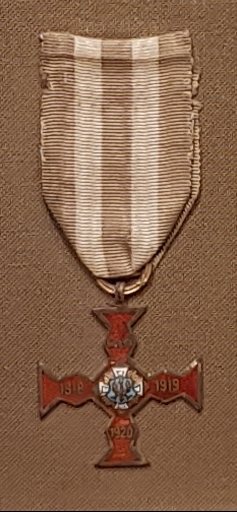
Krzyż Powstańców Wołyńskich

Lucjan Wacław Menke (ur. 19 kwietnia 1887 w Mińsku Litewskim, zm. 20 kwietnia 1940 w Kalininie) – żołnierz WP, podkomisarz Policji Państwowej, ofiara zbrodni katyńskiej.

## Życiorys
Urodził się w rodzinie Juliusza Edmunda i Amelii Bogumiły z Wicherkiewiczów Moenke (zm. 1928). Miał 3 siostry oraz 2 braci: Edmunda (zm. 1940), porucznika Wojska Polskiego, i Witolda (zm. 1945), żołnierza AK. Był mężem Marii Antoniny z domu Szmidt (zm. 1984), z którą miał syna Zbigniewa (ur. 1926).
Od 1912 członek, a następnie naczelnik gniazda Polskiego Towarzystwa Gimnastycznego „Sokół” w Mińsku Litewskim. W czasie I wojny światowej, został powołany do służby wojskowej w Armii Carskiej, w której od stycznia 1917 do kwietnia 1918 służył w 67. Oddziale Drogowym jako technik drogowy. W sierpniu 1918 wstąpił do Policji Kresów Wschodnich, był komendantem rewirowym w Mińsku. Od 13 sierpnia 1919 do 1 września 1920 służył w Wojsku Polskim. Brał udział w wojnie polsko-bolszewickiej. Jako oficer został skierowany 2 października 1920 do służby w Policji Państwowej. Przez 12 lat służył w policji na terenie województwa nowogródzkiego (Komisariat Policji w Słonimiu, Komenda Wojewódzka w Łucku i Komenda Powiatowa w Baranowiczach). W kwietniu 1921 został awansowany do stopnia aspiranta Policji. W grudniu 1924 ukończył szkołę wyższych funkcjonariuszy Policji Państwowej w Warszawie. Pomiędzy październikiem 1928 a lipcem 1929 przeszedł specjalny kurs w Centralnej Wojskowej Szkole Gimnastyki i Sportów w Poznaniu. Tam zdobył kwalifikacje uprawniające do organizacji imprez sportowych. Był instruktorem, a od marca 1930 wiceprezesem Policyjnego Klubu Sportowego w Łucku. 19 kwietnia 1932 objął stanowisko Komendanta Powiatowego Policji Państwowej we Włoszczowie. Tu prowadził także działalność charytatywną i patriotyczną. W kwietniu 1939 został przeniesiony na stanowisko Komendanta Powiatowego w Opocznie.
Po wybuchu II wojny światowej z kompanią opoczyńskiej policji został skierowany do zwalczania działającej w okolicach Opoczna niemieckiej V kolumny, później otrzymał rozkaz kierowania się na Kowel i utworzenia kordonu zaporowego na Bugu. Dostał się do sowieckiej niewoli i uwięziony w obozie jenieckim w Ostaszkowie. Zamordowany przez NKWD 20 kwietnia 1940 w Kalininie (obecnie Twer). Pochowany na Polskim Cmentarzu Wojennym w Miednoje.
Pośmiertnie, 11 listopada 2007, został awansowany do stopnia komisarza Policji Państwowej.

## Ordery i odznaczenia
- Medal Niepodległości (24 października 1931)[5]
- Srebrny Krzyż Zasługi (18 marca 1930)[6]
- Krzyż Zasługi za Dzielność[7]
- Medal Dziesięciolecia Odzyskanej Niepodległości[7]
- Krzyż Powstańców Wołyńskich

## Upamiętnienie

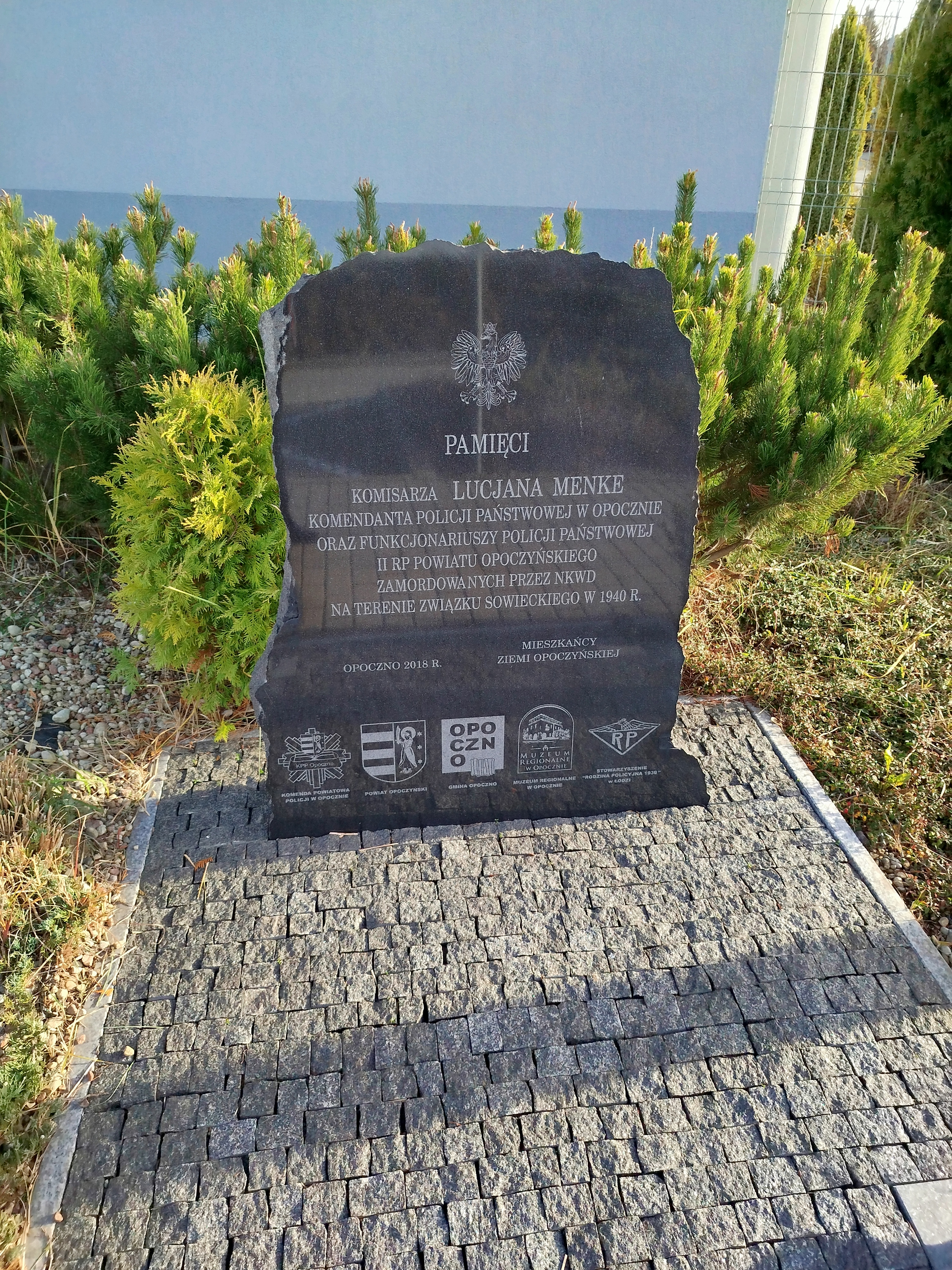
Tablica poświęcona komisarzowi Lucjanowi Menke w Opocznie

- 17 września 2009 na ścianie budynku Szkół Ponadgimnazjalnych nr 2 im. Stefana Czarnieckiego we Włoszczowie została odsłonięta tablica pamiątkowa w hołdzie policjantom z powiatu włoszczowskiego, pomordowanym przez NKWD w Twerze oraz innych miejscach kaźni na wschodzie (50 nazwisk, w tym Lucjan Wacław Menke).
- 21 listopada 2009 przy budynku Zespołu Placówek Oświatowych nr 2 we Włoszczowie został posadzony Dąb Pamięci poświęcony Lucjanowi Wacławowi Menke[8].
- 17 kwietnia 2018, przed Komendą Powiatową Policji w Opocznie został odsłonięty obelisk z tablicą poświęconą komisarzowi Lucjanowi Menke komendantowi Policji Państwowej w Opocznie oraz funkcjonariuszom Policji Państwowej II RP powiatu opoczyńskiego zamordowanym przez NKWD na terenie Związku Sowieckiego w 1940 r.